# Новонікольська сільська рада (Шарлицький район)
Новоні́кольська сільська рада (рос. Новоникольский сельский совет) — сільське поселення у складі Шарлицького району Оренбурзької області Росії.
Адміністративний центр — село Новонікольське.

## Населення
Населення — 285 осіб (2019; 300 в 2010, 417 у 2002).

## Склад
До складу сільської ради входять:
| Населений пункт      | Населення, осіб (2002) | Населення, осіб (2010) |
| -------------------- | ---------------------- | ---------------------- |
| Новонікольське, село | 339                    | 255                    |
| Самойловський, хутір | 78                     | 45                     |